# Arthroteles longipalpis
Arthroteles longipalpis är en tvåvingeart som beskrevs av Akira Nagatomi 1990. Arthroteles longipalpis ingår i släktet Arthroteles och familjen snäppflugor. Inga underarter finns listade i Catalogue of Life.